# Pentathlon moderne aux Jeux olympiques de 1912
Navigation
Anvers 1920
La première épreuve de pentathlon moderne fut organisée lors des Jeux olympiques de 1912 à Stockholm.

## Hommes
| Médaille | Noms             | Pays  | Points |
| -------- | ---------------- | ----- | ------ |
| or       | Gösta Lilliehöök | Suède | 27     |
| argent   | Gösta Åsbrink    | Suède | 28     |
| bronze   | Georg de Laval   | Suède | 30     |

## Nations participantes
Un total de 32 athlètes de 10 nations ont concouru à ces Jeux:
- Autriche: 1 athlète
- Danemark: 4 athlètes
- France: 2 athlètes
- Allemagne: 1 athlète
- Royaume-Uni: 3 athlètes
- Pays-Bas: 1 athlète
- Norvège: 2 athlètes
- Russie: 5 athlètes
- Suède: 12 athlètes
- États-Unis: 1 athlète

## Résultats

### Tir
| Epreuve 1 | Epreuve 1          | Epreuve 1 | Epreuve 1 | Epreuve 1 |
| Place     | Athlète            | Score     | Shoot-off | Points    |
| --------- | ------------------ | --------- | --------- | --------- |
| 1         | Gösta Åsbrink      | 193       |           | 1         |
| 2         | Georg de Laval     | 192       | 188       | 2         |
| 3         | Gösta Lilliehöök   | 192       | 183       | 3         |
| 4         | Hugh Durant        | 191       |           | 4         |
| 5         | Patrik de Laval    | 188       |           | 5         |
| 6         | Boris Nepokupnoy   | 185       | 191       | 6         |
| 7         | Erik de Laval      | 185       | 189       | 7         |
| 8         | Eric Carlberg      | 185       | 185       | 8         |
| 9         | Erik Wersäll       | 182       |           | 9         |
| 10        | Nils Häggström     | 180       |           | 10        |
| 11        | Oskar Wilkman      | 176       | 165       | 11        |
| 12        | James Stranne      | 176       | 150       | 12        |
| 13        | Ralph Clilverd     | 172       |           | 13        |
| 14        | Bror Mannström     | 171       |           | 14        |
| 15        | Douglas Godfree    | 166       |           | 15        |
| 16        | Jean de Mas Latrie | 161       |           | 16        |
| 17        | Weli Hohenthal     | 159       |           | 17        |
| 18        | Åke Grönhagen      | 158       |           | 18        |
| 19        | Carl Aejemelaeus   | 151       |           | 19        |
| 20        | George S. Patton   | 150       |           | 20        |
| 21        | Jetze Doorman      | 149       |           | 21        |
| 22        | Gustaf Lewenhaupt  | 148       |           | 22        |
| 23        | Carl Paaske        | 147       |           | 23        |
| 24        | Arno Almqvist (en) | 143       |           | 24        |
| 25        | Vilhelm Laybourn   | 140       |           | 25        |
| 26        | Edmond Bernhardt   | 135       |           | 26        |
| 27        | Henrik Norby       | 110       |           | 27        |
| 28        | Carl Pauen         | 102       |           | 28        |
| 29        | Georges Brulé      | 100       |           | 29        |
| 30        | Theodor Zeilau     | 93        |           | 30        |
| 31        | Johannes Ussing    | 57        |           | 31        |
| 32        | Kai Jølver         | 52        |           | 32        |

### Natation
| Epreuve 2 | Epreuve 2          | Epreuve 2     | Epreuve 2 |
| Place     | Athlète            | Temps         | Score     |
| --------- | ------------------ | ------------- | --------- |
| 1         | Ralph Clilverd     | 4 min 58 s 4  | 1         |
| 2         | Edmond Bernhardt   | 5 min 03 s 6  | 2         |
| 3         | Georg de Laval     | 5 min 28 s 0  | 3         |
| 4         | Gösta Åsbrink      | 5 min 46 s 0  | 4         |
| 5         | Åke Grönhagen      | 5 min 49 s 6  | 5         |
| 6         | Douglas Godfree    | 5 min 54 s 0  | 6         |
| 7         | George S. Patton   | 5 min 55 s 6  | 7         |
| 8         | Erik Wersäll       | 5 min 56 s 2  | 8         |
| 9         | James Stranne      | 6 min 00 s 8  | 9         |
| 10        | Gösta Lilliehöök   | 6 min 05 s 8  | 10        |
| 11        | Arno Almqvist (en) | 6 min 06 s 0  | 11        |
| 12        | Gustaf Lewenhaupt  | 6 min 10 s 4  | 12        |
| 13        | Erik de Laval      | 6 min 20 s 0  | 13        |
| 14        | Bror Mannström     | 6 min 28 s 8  | 14        |
| 15        | Nils Häggström     | 6 min 35 s 8  | 15        |
| 16        | Carl Paaske        | 6 min 49 s 2  | 16        |
| 17        | Patrik de Laval    | 6 min 54 s 4  | 17        |
| 18        | Georges Brulé      | 7 min 04 s 4  | 18        |
| 19        | Weli Hohenthal     | 7 min 38 s 8  | 19        |
| 20        | Johannes Ussing    | 7 min 40 s 2  | 20        |
| 21        | Henrik Norby       | 7 min 48 s 6  | 21        |
| 22        | Theodor Zeilau     | 7 min 59 s 4  | 22        |
| 23        | Oskar Wilkman      | 8 min 11 s 6  | 23        |
| 24        | Boris Nepokupnoy   | 8 min 16 s 6  | 24        |
| 25        | Carl Aejemelaeus   | 8 min 59 s 8  | 25        |
| 26        | Kai Jølver         | 9 min 32 s 6  | 26        |
| 27        | Jean de Mas Latrie | 10 min 03 s 0 | 27        |
| 28        | Hugh Durant        | 10 min 07 s 0 | 28        |
| 29        | Vilhelm Laybourn   | 12 min 09 s 6 | 29        |
| -         | Eric Carlberg      | NP            | -         |
| -         | Jetze Doorman      | NP            | -         |
| -         | Carl Pauen         | NP            | -         |

| Après 2 épreuves | Après 2 épreuves    | Après 2 épreuves | Après 2 épreuves | Après 2 épreuves |
| Place            | Athlète             | Tir              | Natation         | Total            |
| ---------------- | ------------------- | ---------------- | ---------------- | ---------------- |
| 1                | Gösta Åsbrink       | 1                | 4                | 5                |
| 1                | Georg de Laval      | 2                | 3                | 5                |
| 3                | Ralph Clilverd      | 12               | 1                | 13               |
| 3                | Gösta Lilliehöök    | 3                | 10               | 13               |
| 5                | Erik Wersäll        | 9                | 8                | 17               |
| 6                | Erik de Laval       | 7                | 13               | 20               |
| 6                | James Stranne       | 11               | 9                | 20               |
| 8                | Douglas Godfree     | 16               | 6                | 22               |
| 8                | Patrik de Laval     | 5                | 17               | 22               |
| 10               | Åke Grönhagen       | 18               | 5                | 23               |
| 11               | Edmond Bernhardt    | 26               | 2                | 28               |
| 11               | Nils Häggström      | 13               | 15               | 28               |
| 11               | Bror Mannström      | 14               | 14               | 28               |
| 11               | George S. Patton    | 21               | 7                | 28               |
| 15               | Boris Nepokupnoy    | 6                | 24               | 30               |
| 16               | Hugh Durant         | 4                | 28               | 32               |
| 17               | Oskar Wilkman       | 10               | 23               | 33               |
| 18               | Arno Almqvist (en)  | 23               | 11               | 34               |
| 19               | Carl Paaske         | 19               | 16               | 35               |
| 20               | Weli Hohenthal      | 17               | 19               | 36               |
| 20               | Gustaf Lewenhaupt   | 24               | 12               | 36               |
| 22               | Jean de Mas Latrie  | 15               | 27               | 42               |
| 23               | Carl Aejemelaeus    | 20               | 25               | 45               |
| 24               | Georges Brulé       | 28               | 18               | 46               |
| 25               | Henrik Norby        | 27               | 21               | 48               |
| 26               | Johannes Ussing     | 31               | 20               | 51               |
| 26               | Theodor Zeilau\|DEN | 29               | 22               | 51               |
| 28               | Vilhelm Laybourn    | 25               | 29               | 54               |
| 29               | Kai Jølver          | 32               | 26               | 58               |
| —                | Eric Carlberg       | 8                | -                | NF-1             |
| —                | Jetze Doorman       | 22               | -                | NF-1             |
| —                | Carl Pauen          | 30               | -                | NF-1             |

NP = Non partant - NF = non fini

### Escrime
| Épreuve 3 | Épreuve 3          | Épreuve 3 | Épreuve 3 | Épreuve 3 |
| Place     | Athlète            | Victoire  | Touches   | Score     |
| --------- | ------------------ | --------- | --------- | --------- |
| 1         | Åke Grönhagen      | 24        | -         | 1         |
| 2         | Jean de Mas Latrie | 23        | 25        | 2         |
| 3         | James Stranne      | 21        | 21        | 3         |
| 4         | George S. Patton   | 20        | 26        | 4         |
| 5         | Gösta Lilliehöök   | 17        | 12        | 5         |
| 6         | Edmond Bernhardt   | 17        | 18        | 6         |
| 7         | Hugh Durant        | 17        | 19        | 7         |
| 8         | Georges Brulé      | 16        | 13        | 8         |
| 9         | Ralph Clilverd     | 16        | 16        | 9         |
| 10        | Georg de Laval     | 15        | 12        | 10        |
| 11        | Erik de Laval      | 15        | 16        | 11        |
| 12        | Henrik Norby       | 14        | 17        | 12        |
| 13        | Patrik de Laval    | 13        | 10        | 13        |
| 14        | Carl Paaske        | 13        | 15        | 14        |
| 15        | Gösta Åsbrink      | 12        | 8         | 15        |
| 16        | Bror Mannström     | 12        | 10        | 16        |
| 17        | Douglas Godfree    | 12        | 15        | 17        |
| 18        | Nils Häggström     | 11        | 4         | 18        |
| 19        | Gustaf Lewenhaupt  | 8         | -         | 19        |
| 20        | Oskar Wilkman      | 7         | 7         | 20        |
| 21        | Erik Wersäll       | 7         | 11        | 21        |
| 22        | Kai Jølver         | 7         | 13        | 22        |
| 23        | Johannes Ussing    | 6         | 8         | 23        |
| 24        | Vilhelm Laybourn   | 6         | 10        | 24        |
| 25        | Weli Hohenthal     | 5         | 7         | 25        |
| 26        | Theodor Zeilau     | 4         | 7         | 26        |
| 27        | Arno Almqvist (en) | 3         | -         | 27        |
| —         | Carl Aejemelaeus   | NP        | NP        | -         |
| —         | Boris Nepokupnoy   | NP        | NP        | -         |
| —         | Eric Carlberg      | Elim.     | Elim.     | -         |
| —         | Jetze Doorman      | Elim.     | Elim.     | -         |
| —         | Carl Pauen         | Elim.     | Elim.     | -         |

| Après 3 épreuves | Après 3 épreuves   | Après 3 épreuves | Après 3 épreuves | Après 3 épreuves | Après 3 épreuves |
| Place            | Athlète            | Tir              | Natation         | Escrime          | Total            |
| ---------------- | ------------------ | ---------------- | ---------------- | ---------------- | ---------------- |
| 1                | Georg de Laval     | 2                | 3                | 10               | 15               |
| 2                | Gösta Lilliehöök   | 3                | 10               | 5                | 18               |
| 3                | Gösta Åsbrink      | 1                | 4                | 15               | 20               |
| 4                | Ralph Clilverd     | 12               | 1                | 9                | 22               |
| 5                | James Stranne      | 11               | 9                | 3                | 23               |
| 6                | Åke Grönhagen      | 18               | 5                | 1                | 24               |
| 7                | Erik de Laval      | 7                | 13               | 11               | 31               |
| 8                | George S. Patton   | 21               | 7                | 4                | 32               |
| 9                | Edmond Bernhardt   | 26               | 2                | 6                | 34               |
| 10               | Patrik de Laval    | 5                | 17               | 13               | 35               |
| 11               | Erik Wersäll       | 9                | 8                | 21               | 38               |
| 12               | Hugh Durant        | 4                | 28               | 7                | 39               |
| 12               | Douglas Godfree    | 16               | 6                | 17               | 39               |
| 14               | Bror Mannström     | 14               | 14               | 16               | 44               |
| 14               | Jean de Mas Latrie | 15               | 27               | 2                | 44               |
| 16               | Nils Häggström     | 13               | 15               | 18               | 46               |
| 17               | Carl Paaske        | 19               | 16               | 14               | 49               |
| 18               | Oskar Wilkman      | 10               | 23               | 20               | 53               |
| 19               | Georges Brulé      | 28               | 18               | 8                | 54               |
| 20               | Gustaf Lewenhaupt  | 24               | 12               | 19               | 55               |
| 21               | Henrik Norby       | 27               | 21               | 12               | 60               |
| 22               | Arno Almqvist (en) | 23               | 11               | 27               | 61               |
| 22               | Weli Hohenthal     | 17               | 19               | 25               | 61               |
| 24               | Johannes Ussing    | 31               | 20               | 23               | 74               |
| 25               | Theodor Zeilau     | 29               | 22               | 26               | 77               |
| 26               | Vilhelm Laybourn   | 25               | 29               | 24               | 78               |
| 27               | Kai Jølver         | 32               | 26               | 22               | 80               |
| —                | Carl Aejemelaeus   | 20               | 25               | -                | NF-2             |
| —                | Boris Nepokupnoy   | 6                | 24               | -                | NF-2             |
| —                | Eric Carlberg      | 8                | -                | -                | NF-1             |
| —                | Jetze Doorman      | 22               | -                | -                | NF-1             |
| —                | Carl Pauen         | 30               | -                | -                | NF-1             |

NP = Non partant - NF = non fini

### Équitation
| Epreuve 4 | Epreuve 4          | Epreuve 4 | Epreuve 4     | Epreuve 4 |
| Place     | Athlète            | Pénalités | Temps         | Score     |
| --------- | ------------------ | --------- | ------------- | --------- |
| 1         | Åke Grönhagen      | 0         | 9 min 04 s 2  | 1         |
| 2         | Bror Mannström     | 0         | 9 min 36 s 2  | 2         |
| 3         | Georg de Laval     | 0         | 9 min 39 s 4  | 3         |
| 4         | Gösta Lilliehöök   | 0         | 9 min 45 s 5  | 4         |
| 5         | Oskar Wilkman      | 0         | 10 min 34 s 2 | 5         |
| 6         | George S. Patton   | 0         | 10 min 42 s 0 | 6         |
| 7         | Gösta Åsbrink      | 0         | 11 min 12 s 4 | 7         |
| 8         | James Stranne      | 0         | 11 min 14 s 5 | 8         |
| 9         | Johannes Ussing    | 0         | 11 min 21 s 0 | 9         |
| 10        | Jean de Mas Latrie | 0         | 11 min 26 s 0 | 10        |
| 11        | Douglas Godfree    | 0         | 11 min 43 s 9 | 11        |
| 12        | Edmond Bernhardt   | 0         | 12 min 01 s 6 | 12        |
| 13        | Arno Almqvist (en) | 0         | 12 min 03 s 4 | 13        |
| 14        | Carl Paaske        | 0         | 12 min 33 s 0 | 14        |
| 15        | Gustaf Lewenhaupt  | 2         | 11 min 00 s 0 | 15        |
| 16        | Weli Hohenthal     | 2         | 11 min 11 s 8 | 16        |
| 17        | Patrik de Laval    | 2         | 13 min 15 s 0 | 17        |
| 18        | Hugh Durant        | 5         | 10 min 00 s 4 | 18        |
| 19        | Erik Wersäll       | 7         | 9 min 44 s 0  | 19        |
| 20        | Nils Häggström     | 7         | 13 min 26 s 0 | 20        |
| 22        | Kai Jølver         | 14        | 10 min 49 s 5 | 21        |
| 22        | Georges Brulé      | 38        | 13 min 44 s 6 | 22        |
| 23        | Ralph Clilverd     | 81        | 15 min 46 s 6 | 23        |
| —         | Theodor Zeilau     | NF        | NF            | -         |
| —         | Erik de Laval      | DQ        | DQ            | -         |
| —         | Vilhelm Laybourn   | DQ        | DQ            | -         |
| —         | Henrik Norby       | DQ        | DQ            | -         |
| —         | Carl Aejemelaeus   | Elim.     | Elim.         | -         |
| —         | Eric Carlberg      | Elim.     | Elim.         | -         |
| —         | Jetze Doorman      | Elim.     | Elim.         | -         |
| —         | Boris Nepokupnoy   | Elim.     | Elim.         | -         |
| —         | Carl Pauen         | Elim.     | Elim.         | -         |

| Après 4 épreuves | Après 4 épreuves   | Après 4 épreuves | Après 4 épreuves | Après 4 épreuves | Après 4 épreuves | Après 4 épreuves |
| Place            | Athlète            | Tir              | Natation         | Escrime          | Équitation       | Total            |
| ---------------- | ------------------ | ---------------- | ---------------- | ---------------- | ---------------- | ---------------- |
| 1                | Georg de Laval     | 2                | 3                | 10               | 3                | 18               |
| 2                | Gösta Lilliehöök   | 3                | 10               | 5                | 4                | 22               |
| 3                | Åke Grönhagen      | 18               | 5                | 1                | 1                | 25               |
| 4                | Gösta Åsbrink      | 1                | 4                | 15               | 7                | 27               |
| 5                | James Stranne      | 11               | 9                | 3                | 8                | 31               |
| 6                | George S. Patton   | 21               | 7                | 4                | 6                | 38               |
| 7                | Ralph Clilverd     | 12               | 1                | 9                | 23               | 45               |
| 8                | Edmond Bernhardt   | 26               | 2                | 6                | 12               | 46               |
| 8                | Bror Mannström     | 14               | 14               | 16               | 2                | 46               |
| 10               | Douglas Godfree    | 16               | 6                | 17               | 11               | 50               |
| 11               | Patrik de Laval    | 5                | 17               | 13               | 17               | 52               |
| 12               | Jean de Mas Latrie | 15               | 27               | 2                | 10               | 54               |
| 13               | Hugh Durant        | 4                | 28               | 7                | 18               | 57               |
| 13               | Erik Wersäll       | 9                | 8                | 21               | 19               | 57               |
| 15               | Oskar Wilkman      | 10               | 23               | 20               | 5                | 58               |
| 16               | Carl Paaske        | 19               | 16               | 14               | 14               | 63               |
| 17               | Nils Häggström     | 13               | 15               | 18               | 20               | 66               |
| 18               | Gustaf Lewenhaupt  | 24               | 12               | 19               | 15               | 70               |
| 19               | Arno Almqvist (en) | 23               | 11               | 27               | 13               | 74               |
| 20               | Georges Brulé      | 28               | 18               | 8                | 22               | 76               |
| 21               | Weli Hohenthal     | 17               | 19               | 25               | 16               | 77               |
| 22               | Johannes Ussing    | 31               | 20               | 23               | 9                | 83               |
| 23               | Kai Jølver         | 32               | 26               | 22               | 21               | 101              |
| —                | Erik de Laval      | 7                | 13               | 11               | -                | NF-3             |
| —                | Vilhelm Laybourn   | 25               | 29               | 24               | -                | NF-3             |
| —                | Henrik Norby       | 27               | 21               | 12               | -                | NF-3             |
| —                | Theodor Zeilau     | 29               | 22               | 26               | -                | NF-3             |
| —                | Carl Aejemelaeus   | 20               | 25               | -                | -                | NF-2             |
| —                | Boris Nepokupnoy   | 6                | 24               | -                | -                | NF-2             |
| —                | Eric Carlberg      | 8                | -                | -                | -                | NF-1             |
| —                | Jetze Doorman      | 22               | -                | -                | -                | NF-1             |
| —                | Carl Pauen         | 30               | -                | -                | -                | NF-1             |

NP = Non partant - NF = non fini - DQ = Disqualifié

### Athlétisme
| Epreuve 5 | Epreuve 5          | Epreuve 5     | Epreuve 5 |
| Place     | Athlète            | Temps         | Score     |
| --------- | ------------------ | ------------- | --------- |
| 1         | Gösta Åsbrink      | 19 min 00 s 9 | 1         |
| 2         | Nils Häggström     | 19 min 04 s 0 | 2         |
| 3         | George S. Patton   | 20 min 01 s 3 | 3         |
| 4         | Gustaf Lewenhaupt  | 20 min 16 s 7 | 4         |
| 5         | Gösta Lilliehöök   | 20 min 32 s 9 | 5         |
| 6         | Erik Wersäll       | 20 min 36 s 0 | 6         |
| 7         | Georges Brulé      | 20 min 48 s 4 | 7         |
| 8         | Carl Paaske        | 21 min 19 s 8 | 8         |
| 9         | Bror Mannström     | 21 min 21 s 9 | 9         |
| 10        | Åke Grönhagen      | 21 min 41 s 6 | 10        |
| 11        | James Stranne      | 21 min 45 s 1 | 11        |
| 12        | Georg de Laval     | 21 min 56 s 2 | 12        |
| 13        | Douglas Godfree    | 22 min 08 s 3 | 13        |
| 14        | Edmond Bernhardt   | 22 min 34 s 0 | 14        |
| 15        | Oskar Wilkman      | 22 min 57 s 8 | 15        |
| 16        | Arno Almqvist (en) | 23 min 16 s 1 | 16        |
| 17        | Weli Hohenthal     | 23 min 28 s 6 | 17        |
| 18        | Ralph Clilverd     | 24 min 06 s 2 | 18        |
| 19        | Jean de Mas Latrie | 24 min 17 s 4 | 19        |
| 20        | Patrik de Laval    | 24 min 19 s 6 | 20        |
| 21        | Hugh Durant        | 24 min 37 s 5 | 21        |
| 22        | Kai Jølver         | 26 min 08 s 6 | 22        |
| —         | Johannes Ussing    | NF            | -         |
| —         | Carl Aejemelaeus   | Elim.         | -         |
| —         | Eric Carlberg      | Elim.         | -         |
| —         | Jetze Doorman      | Elim.         | -         |
| —         | Erik de Laval      | Elim.         | -         |
| —         | Vilhelm Laybourn   | Elim.         | -         |
| —         | Boris Nepokupnoy   | Elim.         | -         |
| —         | Henrik Norby       | Elim.         | -         |
| —         | Carl Pauen         | Elim.         | -         |
| —         | Theodor Zeilau     | Elim.         | -         |

| Classement final | Classement final   | Classement final | Classement final | Classement final | Classement final | Classement final | Classement final |
| Place            | Athlète            | Tir              | Natation         | Escrime          | Equitation       | Athlétisme       | Total            |
| ---------------- | ------------------ | ---------------- | ---------------- | ---------------- | ---------------- | ---------------- | ---------------- |
| 1                | Gösta Lilliehöök   | 3                | 10               | 5                | 4                | 5                | 27               |
| 2                | Gösta Åsbrink      | 1                | 4                | 15               | 7                | 1                | 28               |
| 3                | Georg de Laval     | 2                | 3                | 10               | 3                | 12               | 30               |
| 4                | Åke Grönhagen      | 18               | 5                | 1                | 1                | 10               | 35               |
| 5                | George S. Patton   | 21               | 7                | 4                | 6                | 3                | 41               |
| 6                | James Stranne      | 11               | 9                | 3                | 8                | 11               | 42               |
| 7                | Bror Mannström     | 14               | 14               | 16               | 2                | 9                | 55               |
| 8                | Edmond Bernhardt   | 26               | 2                | 6                | 12               | 14               | 60               |
| 9                | Ralph Clilverd     | 12               | 1                | 9                | 23               | 18               | 63               |
| 9                | Douglas Godfree    | 16               | 6                | 17               | 11               | 13               | 63               |
| 9                | Erik Wersäll       | 9                | 8                | 21               | 19               | 6                | 63               |
| 12               | Nils Häggström     | 13               | 15               | 18               | 20               | 2                | 68               |
| 13               | Carl Paaske        | 19               | 16               | 14               | 14               | 8                | 71               |
| 14               | Patrik de Laval    | 5                | 17               | 13               | 17               | 20               | 72               |
| 15               | Jean de Mas Latrie | 15               | 27               | 2                | 10               | 19               | 73               |
| 15               | Oskar Wilkman      | 10               | 23               | 20               | 5                | 15               | 73               |
| 17               | Gustaf Lewenhaupt  | 24               | 12               | 19               | 15               | 4                | 74               |
| 18               | Hugh Durant        | 4                | 28               | 7                | 18               | 21               | 78               |
| 19               | Georges Brulé      | 28               | 18               | 8                | 22               | 7                | 83               |
| 20               | Arno Almqvist (en) | 23               | 11               | 27               | 13               | 16               | 90               |
| 21               | Weli Hohenthal     | 17               | 19               | 25               | 16               | 17               | 94               |
| 22               | Kai Jølver         | 32               | 26               | 22               | 21               | 22               | 123              |
| —                | Johannes Ussing    | 31               | 20               | 23               | 9                | -                | NF-4             |
| —                | Erik de Laval      | 7                | 13               | 11               | -                | -                | NF-3             |
| —                | Vilhelm Laybourn   | 25               | 29               | 24               | -                | -                | NF-3             |
| —                | Henrik Norby       | 27               | 21               | 12               | -                | -                | NF-3             |
| —                | Theodor Zeilau     | 29               | 22               | 26               | -                | -                | NF-3             |
| —                | Carl Aejemelaeus   | 20               | 25               | -                | -                | -                | NF-2             |
| —                | Boris Nepokupnoy   | 6                | 24               | -                | -                | -                | NF-2             |
| —                | Eric Carlberg      | 8                | -                | -                | -                | -                | NF-1             |
| —                | Jetze Doorman      | 22               | -                | -                | -                | -                | NF-1             |
| —                | Carl Pauen         | 30               | -                | -                | -                | -                | NF-1             |

NP = Non partant - NF = non fini - DQ = Disqualifié